# Edelhof Ricklingen

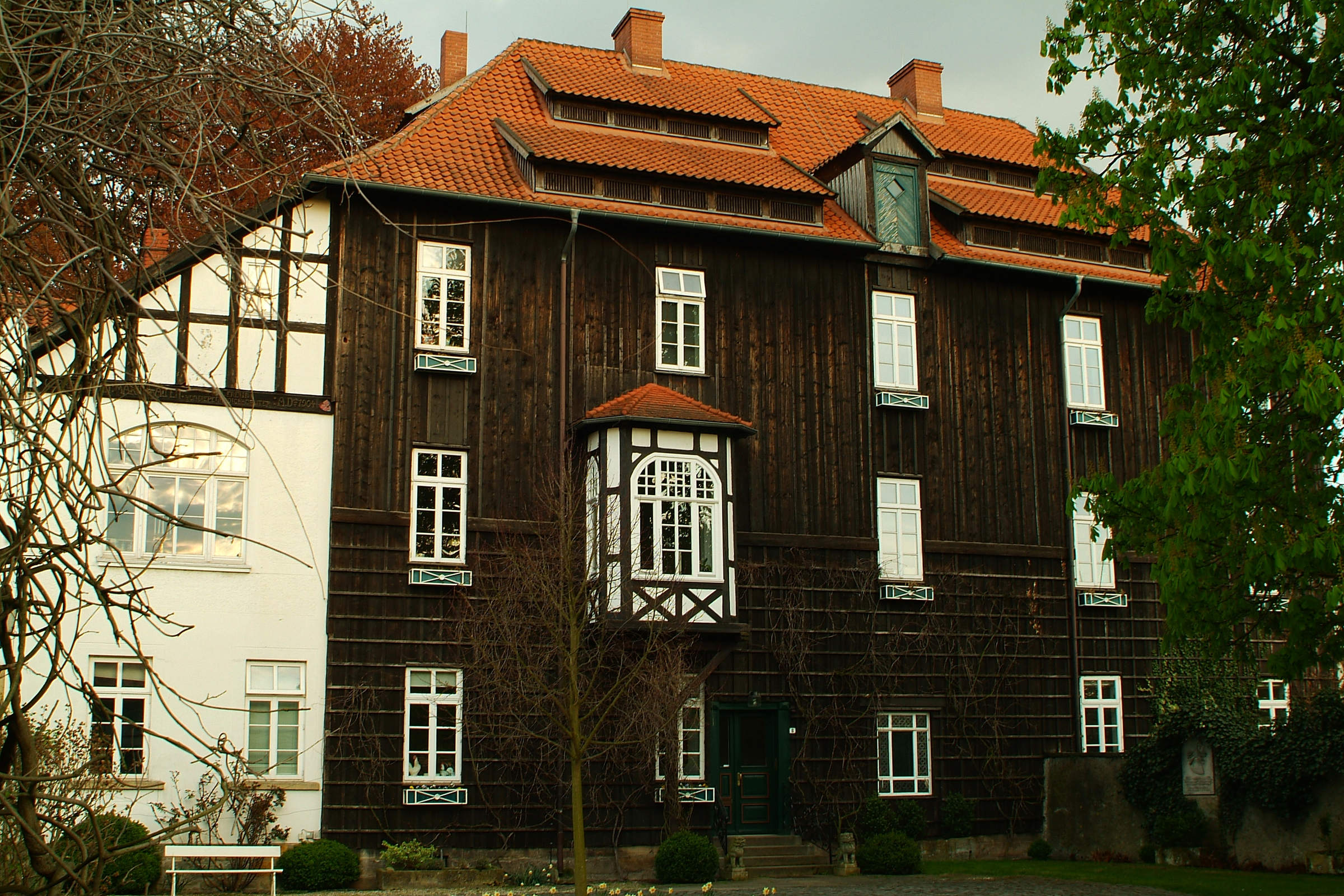
Edelhof Ricklingen; holzverschaltes Herrenhaus auf mittelalterlichen Gewölben (rechts) und einem Fachwerk-Anbau von 1904

Der Edelhof Ricklingen in Hannover ist die einzige nahezu geschlossen erhaltene Gutsanlage in der niedersächsischen Landeshauptstadt. Die Geschichte des mittelalterlichen, denkmalgeschützten „Rittergutes“ ist verbunden mit einer Reihe von Adelsgeschlechtern wie insbesondere derer von Alten und von der Osten, aber auch mit dem im 12. Jahrhundert erstmals urkundlich erwähnten ehemaligen Dorf Ricklingen. Der heutige Standort der bewohnten Anlage zwischen der Ihme, den Deichanlagen im Naherholungsgebiet Ricklinger Kiesteiche und der mit altem Baumbestand bewachsenen Parkanlage nahe der Beekestraße ist die Straße Am Edelhofe im heute hannoverschen Stadtteil Ricklingen.

## Geschichte

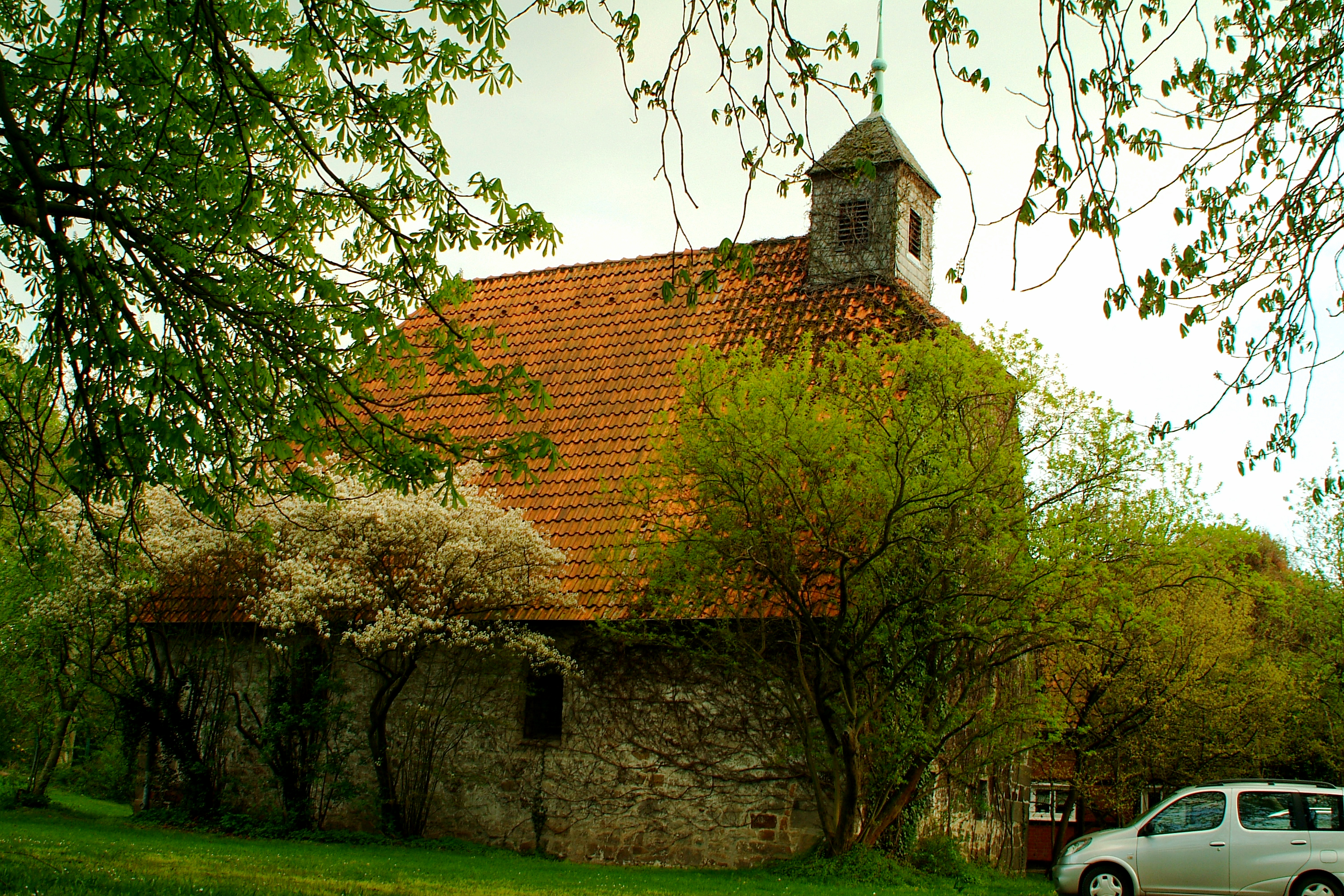
Die von den von Altens um 1340 auf dem Gut errichtete Edelhofkapelle

Das im Calenberger Land des Mittelalters reich begüterte Edelherrengeschlecht von Ricklingen „soll [… in dem gleichnamigen Dorf] den Schwerpunkt seiner Besitzungen gehabt haben“. Mechthild von Ricklingen, „mit der diese Familie ausstarb“, übertrug ihre Güter am Ende des 12. Jahrhunderts an die „Kirche zu Minden“. Nach wechselnden Besitzfolgen, zwischen 1202 und 1213 hatte etwa der hannoversche Münzmeister Tydericus monetarius de Honovere sowie seine Ehefrau Lucie den Zehnten erworben, kam das Gut als Lehen in den Besitz der Familie von Alten, die nach aktuellem Forschungsstand in Verbindung mit dem Dorf Ricklingen erstmals 1302 urkundlich belegt ist. Doch erst seit 1336, als die von Altens einige Ricklinger Ländereien zu Gunsten der Kreuzkirche in Hannover stifteten, blieb die Familie dauerhaft mit Ricklingen verbunden. Etwa zeitgleich errichtete sie auf ihrem Gut das um 1340 erbaute, älteste erhaltene und bedeutendste Bauwerk Alt-Ricklingens, die ehemals Maria gewidmete Edelhofkapelle.
Unterbrochen wurde die dauerhafte Hofbewirtschaftung des Edelhofes durch die von Altens, als durch „die wirtschaftliche Krisenzeit kurz vor dem Dreißigjährigen Krieg“ im ersten Drittel des 17. Jahrhunderts auch andere Calenberger (Adels-)Familien in existenzielle Not gerieten. In der Folge musste die Familie von Alten das Ricklinger Gut verpfänden. Während der drei Jahrzehnte andauernden Kriegswirren nahm der berüchtigte kaiserliche Feldherr Johann T’Serclaes von Tilly Quartier im Herrenhaus des Gutes. Zwar hatten Tillys Truppen ihre belagerungsähnlichen Feldlager vor den Toren der Stadtbefestigung Hannovers Ende Oktober 1625 bereits nach wenigen Tagen wieder abgebrochen, doch hatten insbesondere neben den der Stadt vorgelagerten Dörfern Döhren, Wülfel und Laatzen schließlich Anfang 1626 auch Ricklingen sowie Wettbergen unter den Verwüstungen der Soldateska zu leiden. Es wird vermutet, dass die rohen Mannschaften auch das „Castrum“ zerstörten, den Vorgängerbau des heutigen Herrenhauses.
Nach dem Ende des Krieges ging 1688 das Gut um den Von-Alten-Garten in Linden in den Besitz des Hofmarschalls Franz-Ernst von Platen über, allerdings hatten sich die von Altens ein Rückkaufsrecht gesichert, von dem sie 1728 auch Gebrauch machten. Doch erst mehr als 100 Jahre nach Kriegsende konnte Henning Ludwig von Alten, seinerzeit Herr in Großgoltern, 1764 das „frei-adelige Gut Ricklingen mit allen Rechten und Gerechtigkeiten [… zurückerwerben] für 19000 Thaler Louisdors“ von dem Grafen Georg von Schlitz, genannt von Görtz. Ebenfalls im 18. Jahrhundert, „vermutlich in der ersten Hälfte“, wurde auf den Fundamenten und den Kellergewölben des mittelalterlichen Vorgängerbaues das heute denkmalgeschützte dreigeschossige Herrenhaus errichtet.
Während der sogenannten „Franzosenzeit“, während der etwa Carl von Alten 1815 „wesentlichen Anteil am Sieg […] gegen Napoleon“ in der Schlacht bei Waterloo hatte, brannte ein unterdessen direkt neben der Edelhofkapelle errichtetes Schulgebäude aus und wurde 1813 durch einen Fachwerk-Neubau an der (heutigen) Straße Am Edelhofe ersetzt.

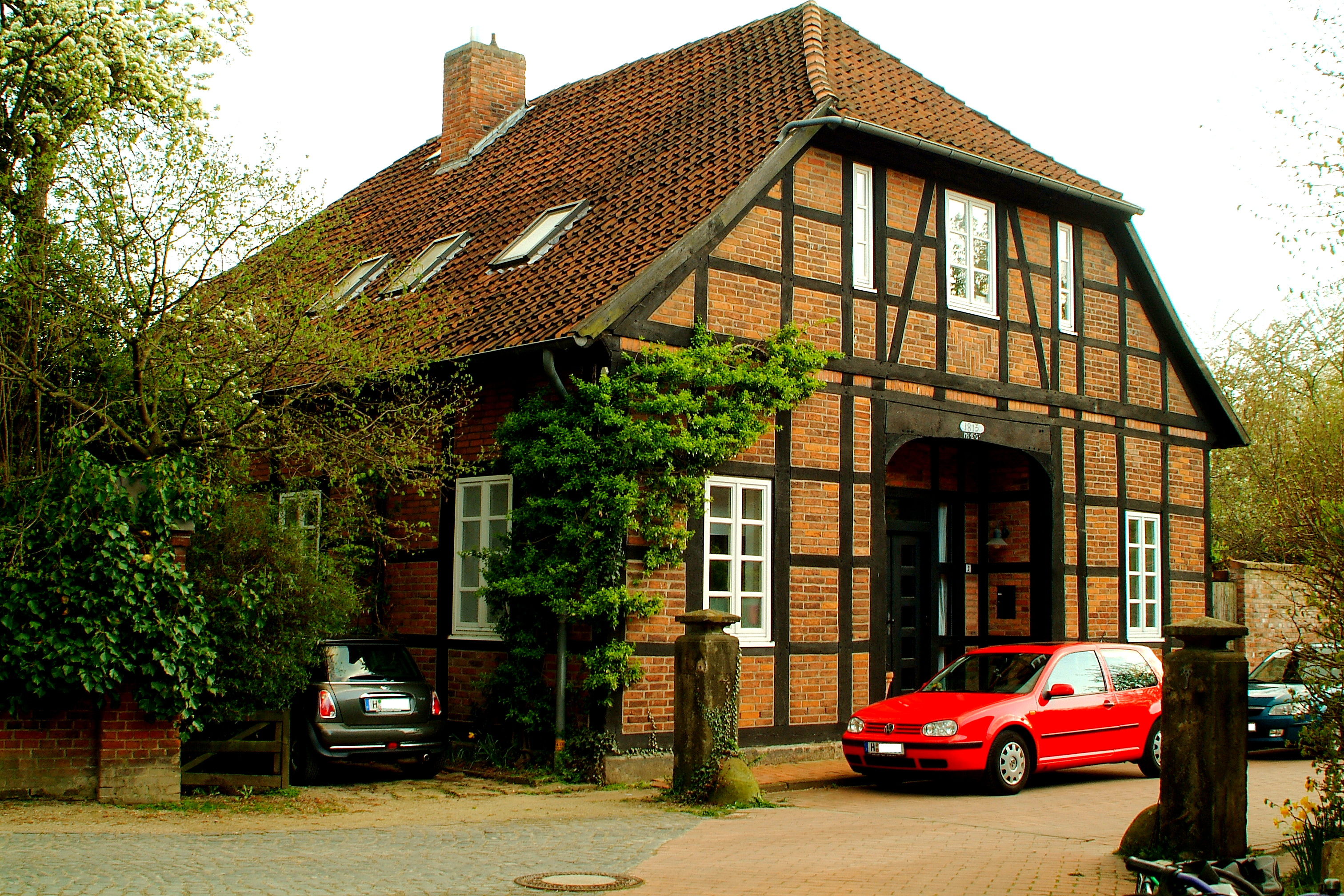
Blick auf die nach einem Brand 1813 neu erbaute ehemalige Dorfschule Ricklingens, die heute als Wohnhaus genutzt wird.

In den Folgegenerationen wurde der Edelhof durch August Christian Friedrich von Alten (1822–1894) übernommen, zugleich Eigentümer der Rittergüter in Hemmingen und Heitlingen: Der Hof- und Kanzleirat galt nach den noch immer erzählten Geschichten als Original und brachte als letzter Zopfträger im Königreich Hannover seine Verbundenheit mit „den Sitten und Gebräuchen der untergegangenen Welt des Ancien régimes“ auch äußerlich zum Ausdruck.
August vermachte den Edelhof an seinen in Groß-Goltern geborenen Neffen Friedrich Curd von Alten (1822–1894), der 1847 in den Dienst des Großherzogtums Oldenburg eintrat und dort 1869 zum Oberkammerherren ernannt wurde. Der vielseitig interessierte Forscher, Autor und Ausgräber wird unter anderem zu den Begründern der deutschen Moorwegforschung gezählt. Friedrich Curd war es auch, der den Edelhof zum Landsitz für den Sommer ausbaute: Nach dem Ankauf weiteren Landbesitzes gestaltete er den umfangreichen Garten zur Parkanlage um und stattete das Gut mit historischem Mobiliar und schon damals wertvollen Gerätschaften aus. In ihren „Erinnerungen“ schrieb seine Tochter Anna: „Alles Schöne und Gute kam nach Ricklingen, […] das Leben der Familie stand unter dem Zeichen Alles für Ricklingen, denn jeder liebte es ebenso wie der Vater“.

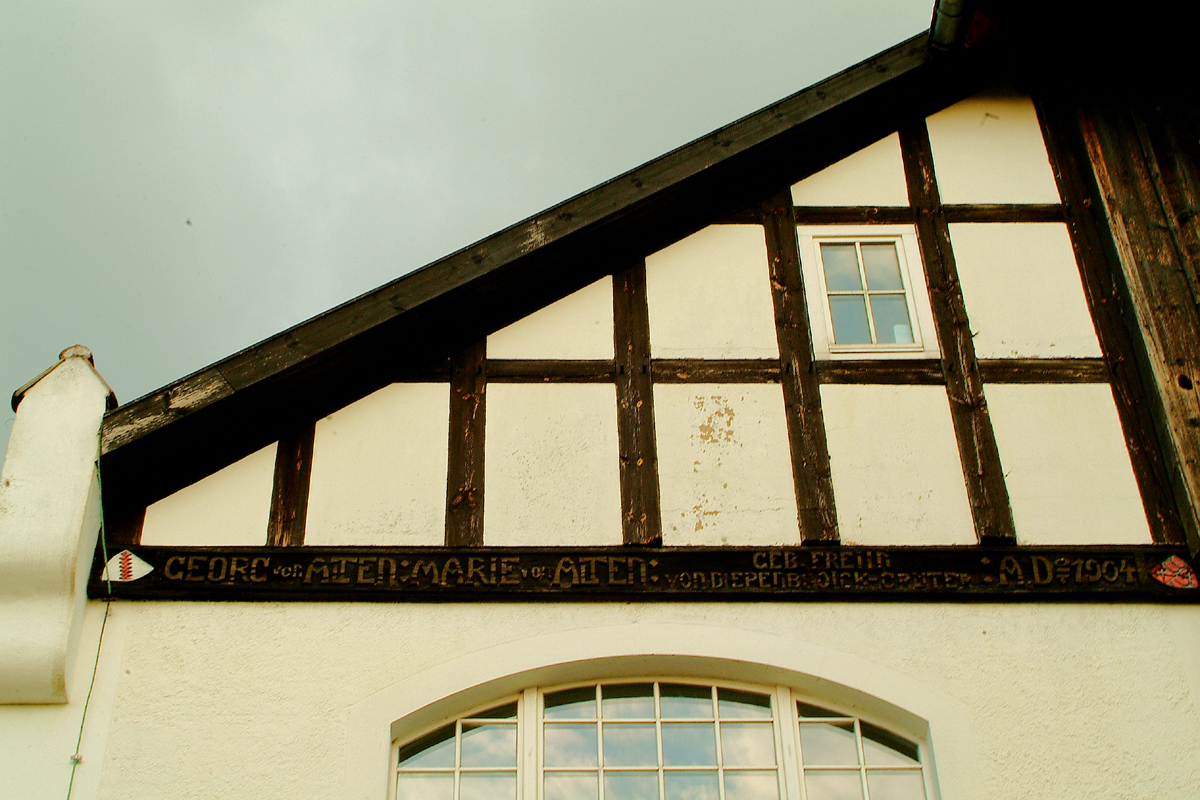
Inschrift mit Wappen des 1904 errichteten Verbindungsstückes zwischen Herrenhaus und Wirtschaftsgebäude

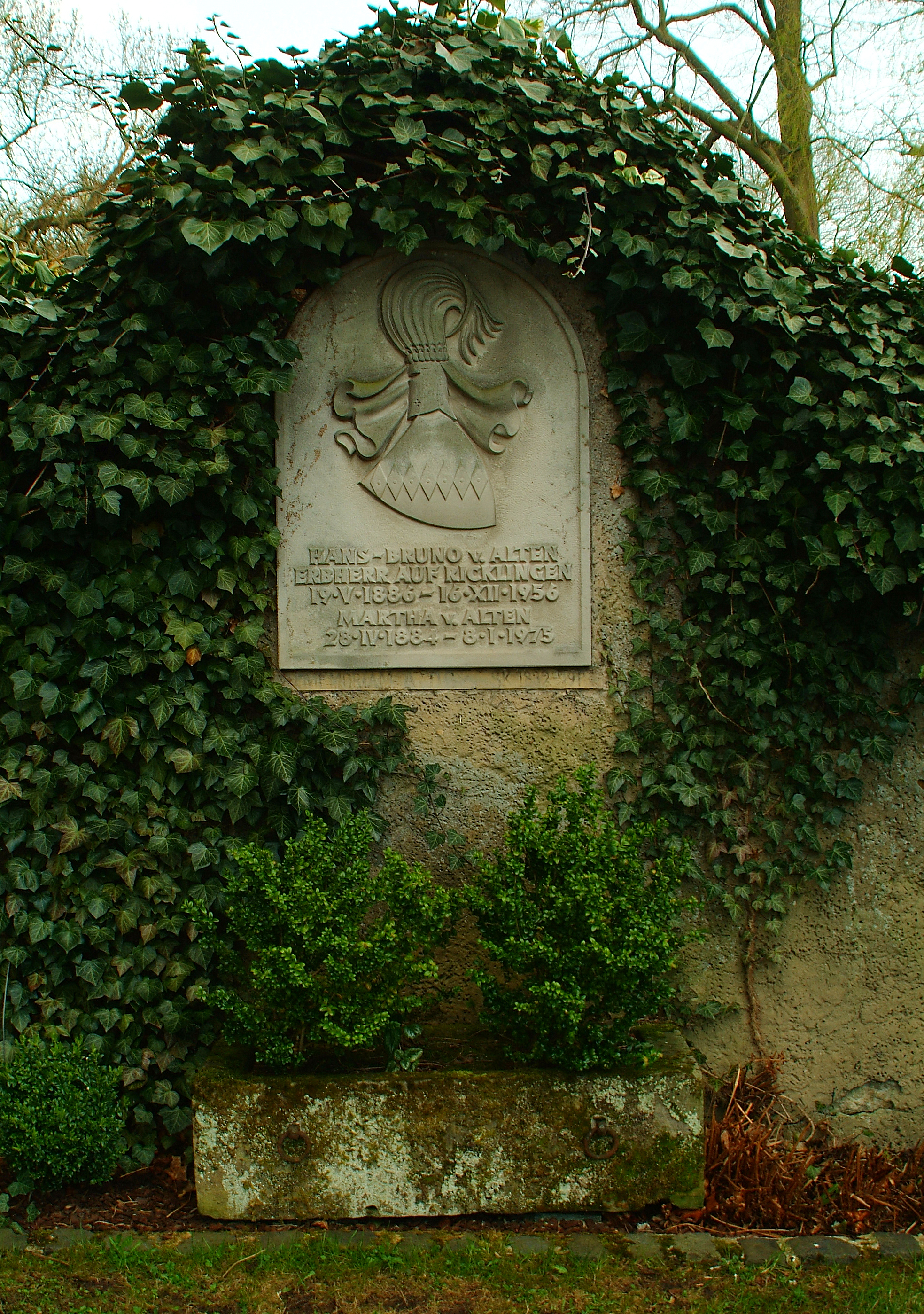
In memoriam Hans-Bruno und Martha von Alten neben dem Eingang zur Parkanlage

Friedrich Curds ältester Sohn, der königlich preußische Generalmajor Georg von Alten, wurde 1894 Erbe des Edelhofes. Zehn Jahre später verstarb er 1904 jedoch an den Folgen eines während des Deutsch-Französischen Krieges (1870/71) erlittenen Leidens. Er wurde, ebenso wie viele seiner Verwandten, auf dem naheliegenden Michaelisfriedhof bestattet; sein Grabmal schuf der Bildhauer Karl Gundelach. Ebenfalls 1904 wurde ein das Herrenhaus vom Edelhof und ein nebenstehendes Wirtschaftsgebäude verbindender Fachwerkbau angebaut. Insbesondere war es Marie († 1942), geborene Freiin von Diepenbroick-Grüter, die Witwe von Georg, die Haus und Hof stetig weiter verschönerte. Erbe des Hofes wurde jedoch nicht die Witwe, sondern Georgs Bruder Paul von Alten (1853–1907), dann dessen Sohn Hans-Bruno (1866–1956), der nach dem Ersten Weltkrieg „1919 als Rittmeister seinen Abschied nahm und die praktische Landwirtschaft erlernte“, um das Gut eigenhändig zu bewirtschaften. Da sich die seinerzeitige Industriestadt Linden (mit deren 1913 eingemeindeten Ortsteil Ricklingen) und schließlich auch die Stadt Hannover (die 1920 wiederum Linden eingemeindet hatte) immer mehr ausdehnten, wurde die landwirtschaftliche Bewirtschaftung auch des Edelhofes immer schwieriger. Hans-Buno von Alten verpachtete daher schon Ende der 1920er Jahre die bisher landwirtschaftlich genutzten Flächen rund um den Edelhof oder nutzte sie teilweise für den Kiestagebau, über den Kies als wichtiger Rohstoff für die Wohnungs- und Bauwirtschaft gewonnen wurde. Auf diese Weise entstand durch das aufsteigende Grundwasser insbesondere der Leine die sogenannte „Ricklinger Seenlandschaft“, vielen Besuchern und Badegästen heute besser bekannt als Ricklinger Kiesteiche.

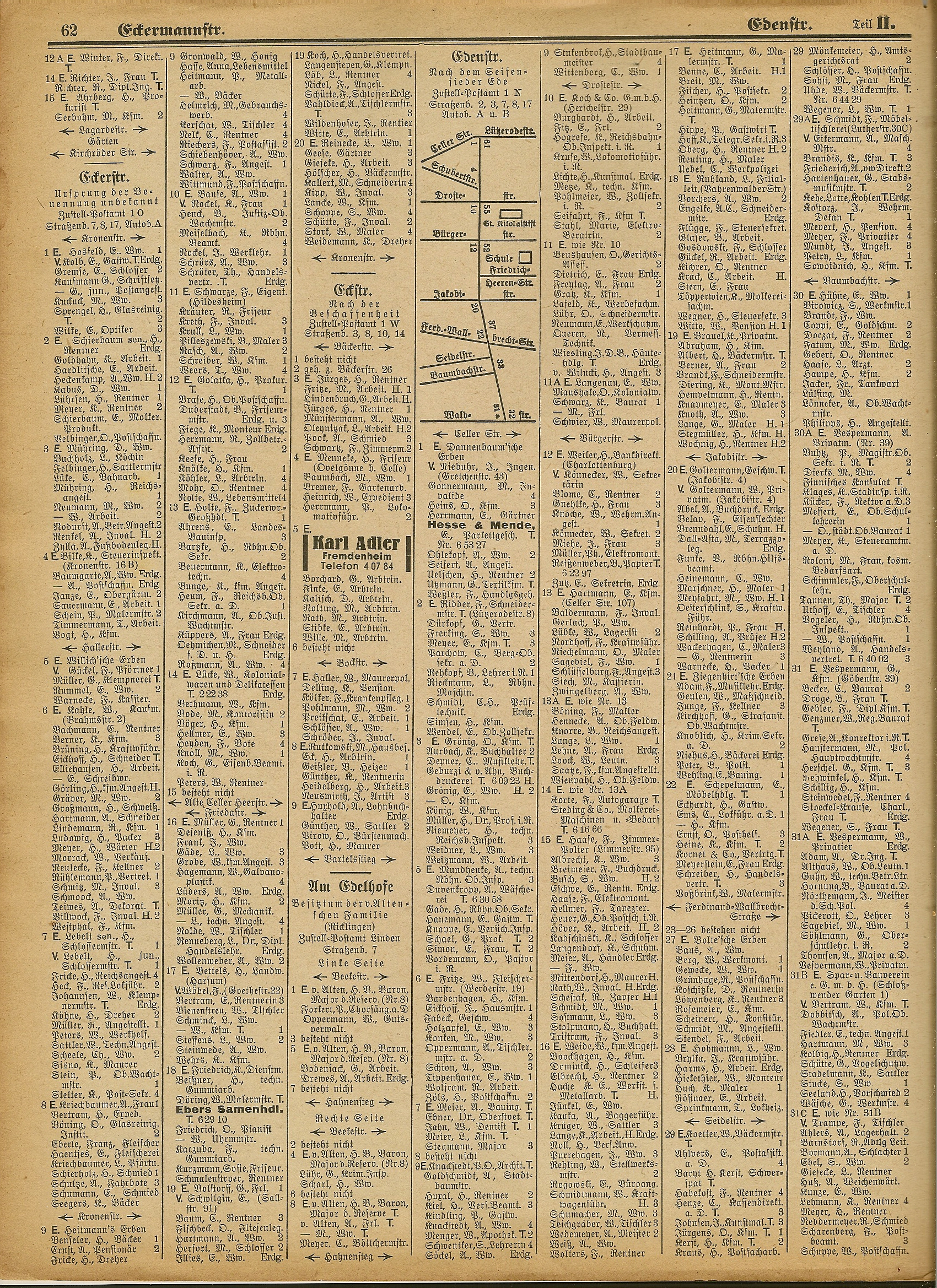
Aus der Zeit des Nationalsozialismus nennt diese Seite aus dem Adressbuch Hannover von 1942 unter anderem die Namen der Eigentümer, Anwohner, Stand und Berufe

Hans-Bruno Baron von Alten, Major der Reserve (Nummer 8), nahm als Offizier aktiv am Zweiten Weltkrieg teil. Mitten in diesem verheerenden Krieg starb 1942 Marie, die Witwe seines Onkels Friedrich Curd. Während der Luftangriffe auf Hannover hatten Fliegerbomben 1943 sowohl ein an das Herrenhaus angrenzendes Gebäude sowie den großen Ochsenstall zerstört. Auch die Edelhofkapelle brannte völlig aus. Als Hans-Bruno aus dem Krieg zurückkehrte, war ganz Hannover längst Teil der britischen Besatzungszone, und von Alten fand „das Herrenhaus von den Engländern beschlagnahmt vor.“ So blieb er – bis zu seinem Tode – in dem dem Edelhof vorgelagerten ehemaligen „Gärtnerhaus“ des Gutes wohnen, zumal das „Große Haus“ nach dem Abzug der britischen Truppen anfänglich mit zahlreichen Flüchtlingsfamilien zwangsbelegt wurde. Nur wenige Monate nach Kriegsende wurde auch der Edelhof, obgleich auf leichter Erhöhung westlich der Ihme gelegen, am 10. Februar 1946 von der größten Hochwasserkatastrophe in der Geschichte der niedersächsischen Landeshauptstadt betroffen. Wenig später überließen die von Altens einen Teil des Herrenhauses sowie verschiedene Wirtschaftsgebäude der Hannoverschen Schauspielschule, die ursprünglich von dem Theaterpädagogen Hans Günter von Klöden in Linden gegründet worden war und in der er gemeinsam mit dem Dunauer Vetter des Gutsherrn agierte, Jürgen von Alten.
Die seit den 1950er Jahren seinerzeit begonnenen städtischen Deichbaumaßnahmen auch auf dem Gelände rund um den Edelhof schützten das Gut bisher erfolgreich vor weiteren Überflutungen.

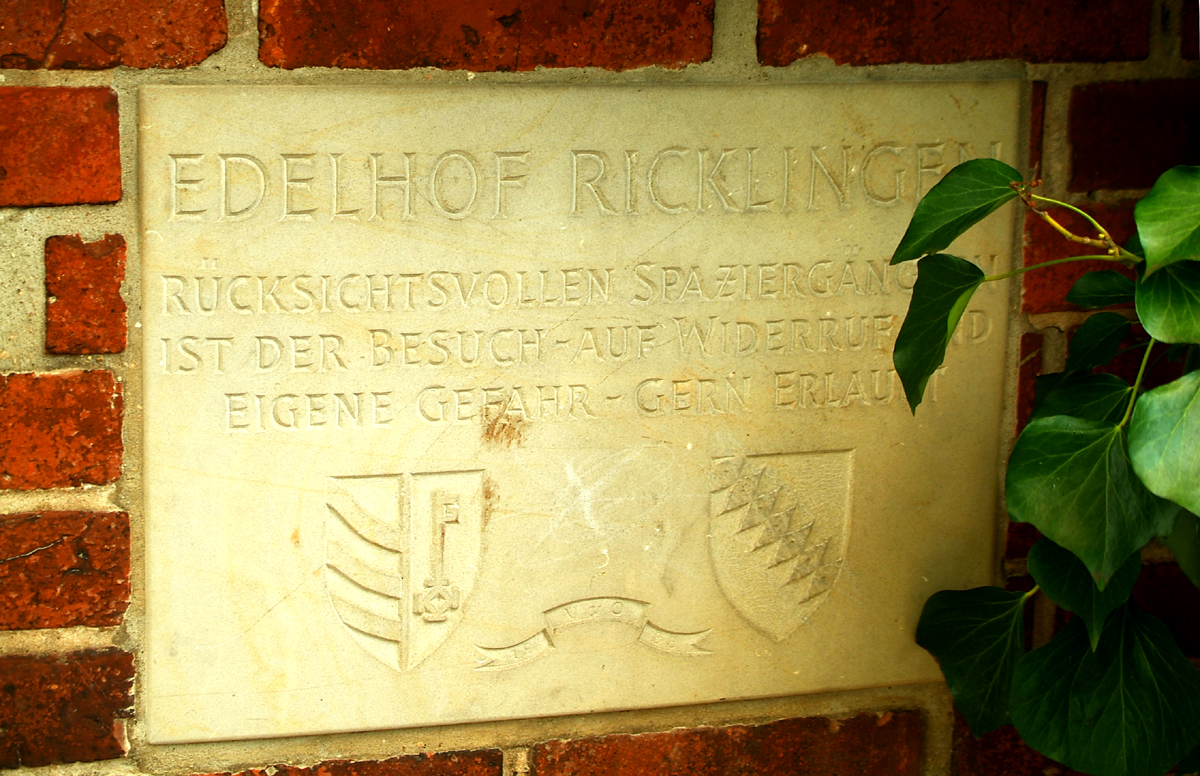
„Rücksichtsvollen Spaziergängern … ist der Besuch … gern erlaubt.“

Nach dem Tod Hans-Brunos von Alten übernahm 1956 dessen Witwe Martha (1884–1975) die Verwaltung des Edelhofes, unterstützt von ihrer Tochter Sibylle von der Osten (1915–1999). Schließlich nahm 1978 Victor Jürgen von der Osten die Besitznachfolge des Hofes an. Ihm ist die 1994 gegründete „Stiftung Edelhof Ricklingen, V. J. v. der Osten“ zu verdanken.

## Konzerte und Ausstellungen in der Parkanlage
Die von dem eigentlichen Edelhof durch eine Mauer abgetrennte Parkanlage befindet sich in Privateigentum und ist nicht öffentlich zugänglich. Ausnahmen sind ausgewählte kulturelle und künstlerische Veranstaltungen der Stiftung Edelhof Ricklingen, wie etwa die „Oper auf dem Lande“.
- 2013 konnten Besucher den Park anlässlich der von der hannoverschen Künstlergruppe Gruppe 7 veranstalteten Ausstellung WasserKunst: Zwischen Deich und Teich besuchen. Verschiedenartige künstlerische Positionen zwölf ausgewählter Künstler, wie etwa Timm Ulrichs, Constanze Prelle oder Siegfried Neuenhausen, waren in der großräumigen Parkanlage verteilt.[6]

- Im Jahr 2017 konnten Besucher vom 13. Juni bis 14. August 2017 18 die von einer Jury um die hannoversche Kuratorin Dagmar Brandt ausgewählten Arbeiten von Künstlern der Region Hannover zum Thema „Verformungen“ besichtigen.[21]